# Ландуа, Леонард
Леонард Ландуа (нем. Leonhard Landois; 1 декабря 1837, Мюнстер — 17 ноября 1902, Грайфсвальд) — немецкий физиолог, педагог, профессор, доктор наук, ректор Грайфсвальдского университета (1881). Член Леопольдины (с 1866).

## Биография
Сын чиновника. Брат зоолога Германна Ландуа (1835—1905).
Изучал медицину в Грайфсвальдском университете, где и проходил свою учёную карьеру. В 1861 году защитил докторскую диссертацию о паразитах. Работал врачом общей практики в Мюнстере, где сделал себе имя прежде всего как акушер. В 1868 г. — экстраординарный, а с 1872 г. — ординарный профессор и директор физиологического института. Ученик Людвига Юлиуса Будге.
Участник Австро-прусско-итальянской 1866 г. и Франко-прусской 1870/71 годов войн в качестве полевого врача.
Пионер в области изучения переливания крови, именно он описал явления агглютинации. Ландуа описывал процесс агглютинации или гемолиза, не признавая их значения для классификации групп крови.
С Р. Бухгольцем посвятил несколько работ анатомии пауков, в том числе, их прядильным инструментам (1868).
Кроме известного учебника по физиологии, выдержавшего несколько изданий и переведенного на многие языки, в том числе и на русский, известен своими многочисленными исследованиями физиологии органов кровообращения и в особенности по вопросу о переливании крови. Много писал по анатомии различных паразитов.
Ландуа был первым секретарём Медицинской ассоциации Грайфсвальда, основанной 1 августа 1863 года, и её председателем в 1887/1888, 1889 и 1899/1900 годах. Был членом научной ассоциации Новой Западной Померании и Рюгена.
Был женат с 1867 году на Кларе Элен, дочери ботаника Теодора Марссона.